# Стършенски район
Страшенски район е един от 32-та района на Молдова. Площта му е 730 квадратни километра, а населението – 82 675 души (по преброяване от май 2014 г.). Намира се в часова зона UTC+2. Пощенският му код е 237, а МПС кодът ST.